# Gravitron
Pour les articles homonymes, voir Graviton.

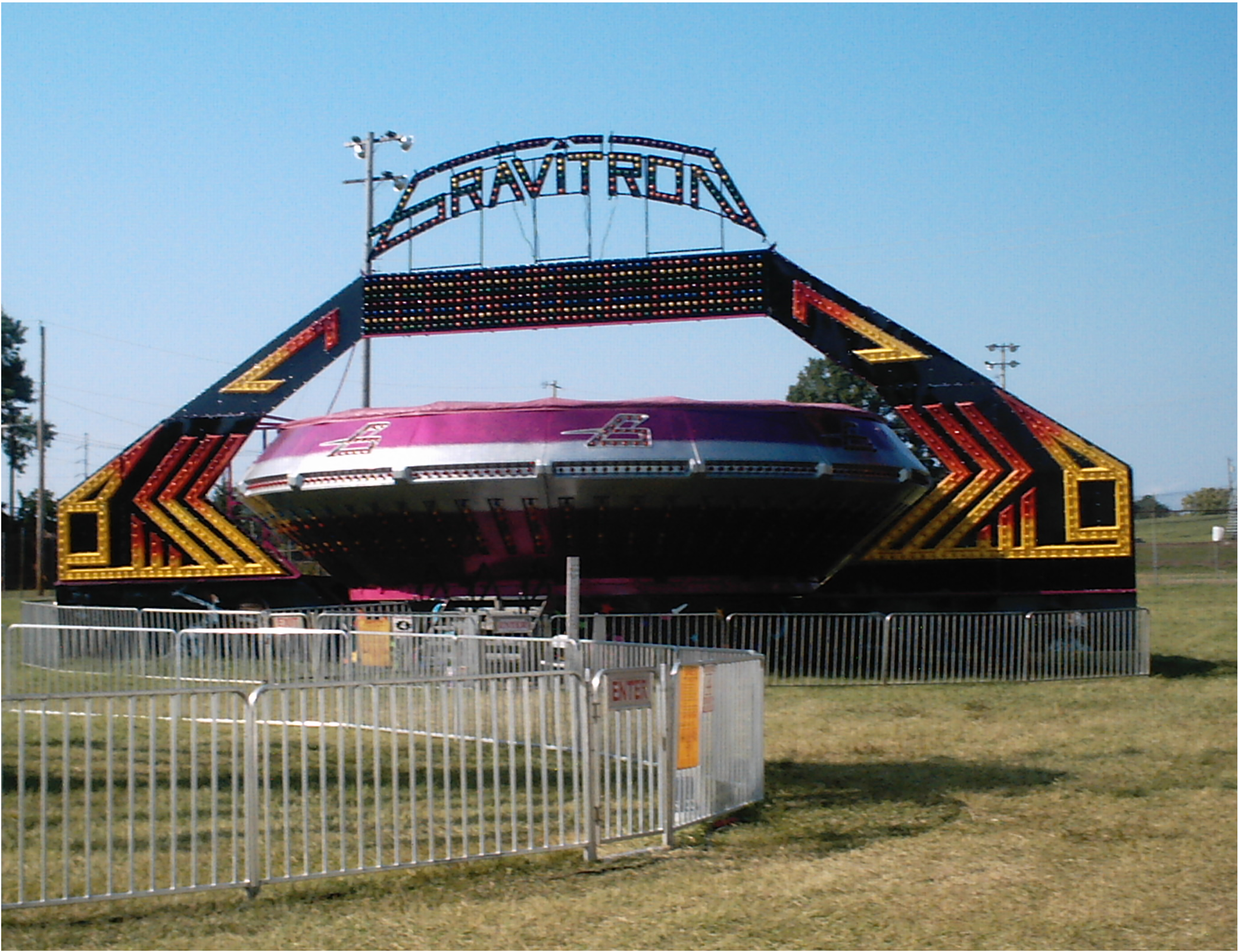
Exemple de Gravitron.

Le Gravitron (également connu sous le nom Starship 2000) est un type d'attraction.
Le premier manège de ce type fut construit par Wisdom Industries, en 1983. Il devint rapidement une attraction de foire et de fête foraine populaire. C'est une variante du Rotor. Des attractions de ce type furent construits sous la licence ARM au Royaume-Uni et Ferrari en Australie.

## Concept et opération

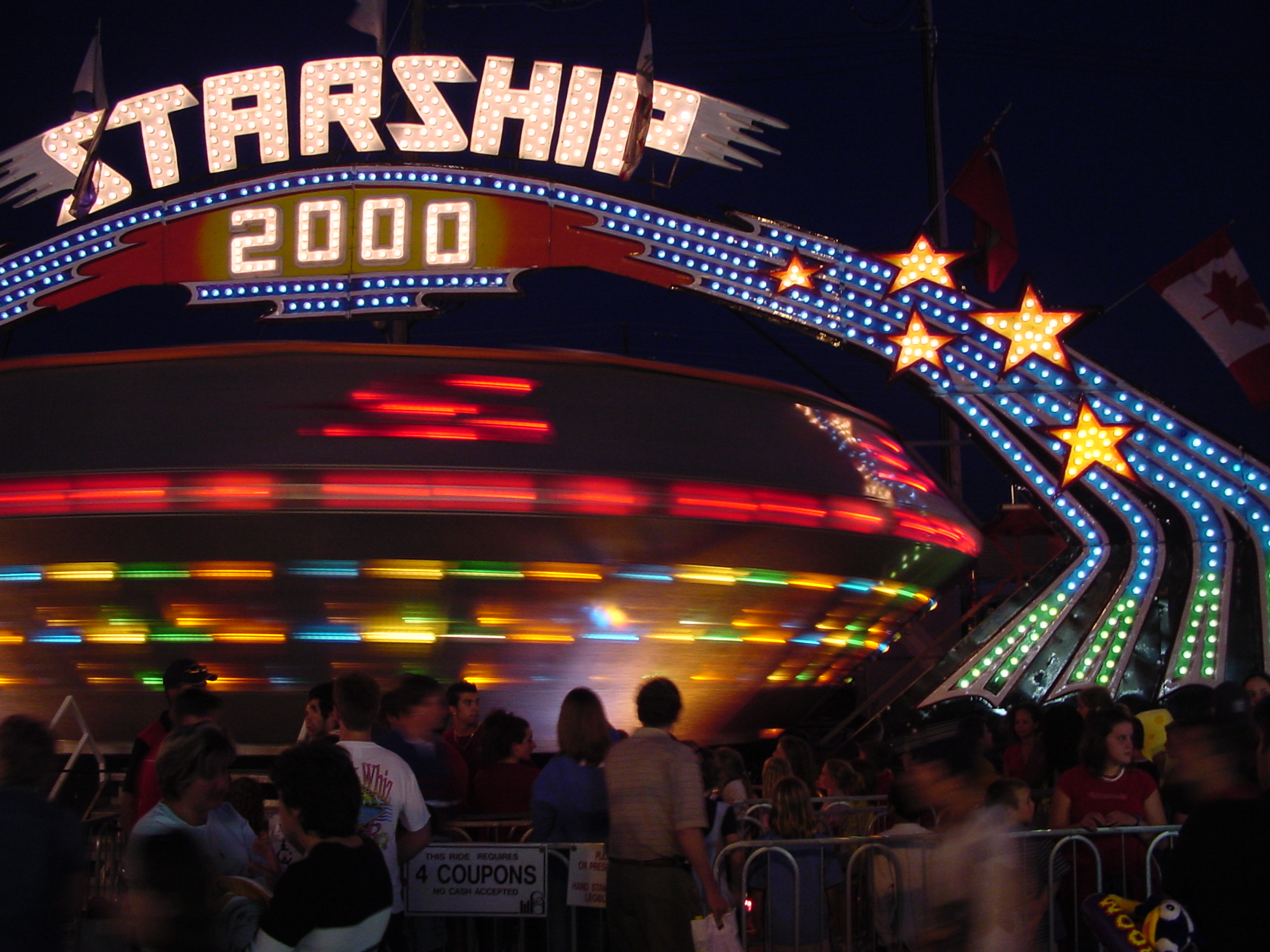
Gravitron de nuit.

L'attraction se présente sous la forme d'une salle circulaire entièrement fermée. Le long des parois intérieures se trouvent les 45 places capitonnées qui accueillent les passagers. Une fois qu'ils ont pris place, la salle est fermée et commence sa rotation. L'effet centrifuge plaque les passagers contre les parois mobiles.
L'attraction va ainsi jusqu'à 24 tours par minute. À cette vitesse, les passagers ressentent une accélération qui équivaut à 4 fois celle de la gravité.
L'opérateur du manège est placé au centre de la salle. Il contrôle les jeux de lumière et la musique en plus du principe même de l'attraction. Certaines attractions incluent un système de caméra embarquée qui diffuse dans la file d'attente extérieure l'action du manège.

## Accident
En avril 2004, un accident a eu lieu à la fête foraine de Dade County Youth, à Miami, en Floride. Une jeune fille a été éjectée du manège,. L'attraction a alors été supprimée.

## Attractions de ce type
- Vortex à Dreamworld (Australie)
- Morey's Piers (États-Unis)
- Holiday Carnival (Bahamas)
- Pleasure Island (Angleterre)

## Attractions similaires
- Le Rotor
- Le Round-up